# Osman Kavala
Osman Kavala (* 2. října 1957 Paříž) je turecký podnikatel, aktivista, filantrop a mecenáš. Od roku 2017 je ve vazbě.

## Život
Kavalova rodina má kořeny v Řecku, v obci Kavala. Jeho rodina kdysi žila v obci Kavala na severu Řecka, po rozpadu Osmanské říše v roce 1923 však přesídlila do Istanbulu. Tam jeho otec Mehmet Kavala vybudoval úspěšný obchod s tabákem, který po jeho smrti Osman převzal. Jeho otec přitom býval zástupcem československé firmy Škodaexport, která v Turecku stavěla elektrárny.
Osman Kavala studoval na Robert College v Istanbulu. Poté studoval management na Middle East Technical University v Ankaře a ekonomiku na Manchesterské univerzitě ve Velké Británii. Zahájil poté doktorské studium v New Yorku, po smrti otce v roce 1982 se však vrátil do Istanbulu a převzal vedení rodinné firmy Kavala Companies.
Od 90. let byl Kavala velmi aktivní v podpoře řady nevládních organizací a projektů z oblasti kultury, historie nebo ekologie. V roce 2002 založil charitativní organizaci Anadolu Kültür, která provozuje kulturní centra v sociálně znevýhodněných regionech Turecka a podporuje kulturní spolupráci mezi zeměmi Kavkazu, Balkánu i Evropské unie. Byl zakládajícím členem Open Society Foundations v Turecku.

## Zatčení
V říjnu 2017 byl Kavala poprvé zatčen v rámci represí a čistek v Turecku po neúspěšném pokusu o vojenský převrat. Kavala poté strávil 16 měsíců ve věznici Silivri u Istanbulu. Zatčen byl pro údajnou snahu „svrhnout vládu a ústavní pořádek“ podporou ekologických demonstrací proti vykácení stromů v istanbulském parku Gezi z roku 2013. „Věřil bych, že demonstrace opravdu podporoval, protože byly původně zaměřené ekologicky, tedy proti ničení parku v Istanbulu a zbudování obchodního centra,“ soudí bývalý velvyslanec v Turecku Tomáš Laně. Kavala také čelil nařčení z toho, že byl součástí „židovského spiknutí“ George Sorose. Obžaloby byl Kavala pro nedostatek důkazů zproštěn v únoru 2020. Po několika hodinách jej však policie opět zatkla, a to kvůli údajné podpoře puče z července 2016 a údajnému napojení na Erdoganova odpůrce Fethullaha Gülena. Turecký nejvyšší soud navíc zrušil i zproštění obžaloby z financování protestů v Gezi parku.
Kavala všechna obvinění popírá, v případě odsouzení mu hrozí doživotí. V prosinci 2019 Evropský soud pro lidská práva vyzval k jeho okamžitému propuštění s tím, že jeho zatčení je politicky motivované.
Ústavní soudce Engin Yildirim, který považuje Kavalovo věznění za nezákonné, označil Kavalův proces za „kafkovskou právní spirálu“. „Kavala (...) je symbolickým vůdcem občanské společnosti napojené na Západ. Je symbolem všeho, proti čemu státní aparát bojuje,“ uvedla Karolína Lahučká z Asociace pro mezinárodní otázky.

## Výzva deseti států k propuštění
Velvyslanectví Spojených států v Turecku zveřejnilo 18. října 2021 na Twitteru výzvu k propuštění Kavaly. K té se přihlásila také Kanada, Francie, Finsko, Dánsko, Německo, Nizozemsko, Nový Zéland, Norsko a Švédsko. Turecký prezident Recep Tayyip Erdogan na to uvedl, že velvyslanci těchto 10 zemí budou prohlášeni za nežádoucí osoby. Ambasády těchto států však poté ujistily, že se cítí vázány diplomatickou úmluvou o nevměšování do vnitřních záležitostí, což prezident Erdogan uvítal.

## Odsouzení
Turecký soud 25. dubna 2022 uložil Osmanu Kavalovi doživotní trest za účast na pokusu o svržení vlády. Kvůli tomuto případu zemi hrozí pozastavení členství v Radě Evropy.
Organizace Amnesty International verdikt označila za „parodii na spravedlnost“.

V roce 2023 získal Cena Václava Havla za lidská práva.